# Kunsthalle Malmö

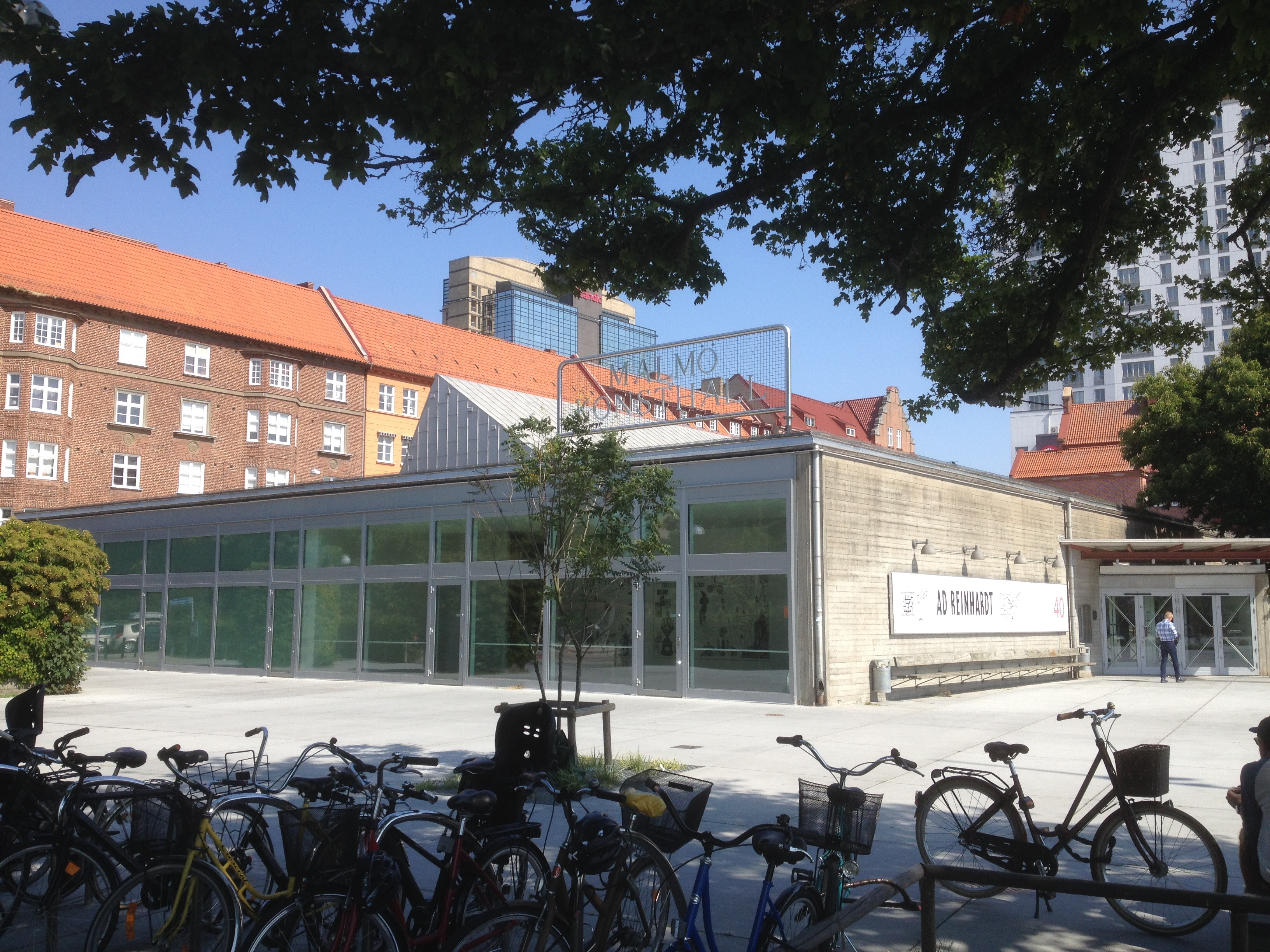
Kunsthalle Malmö

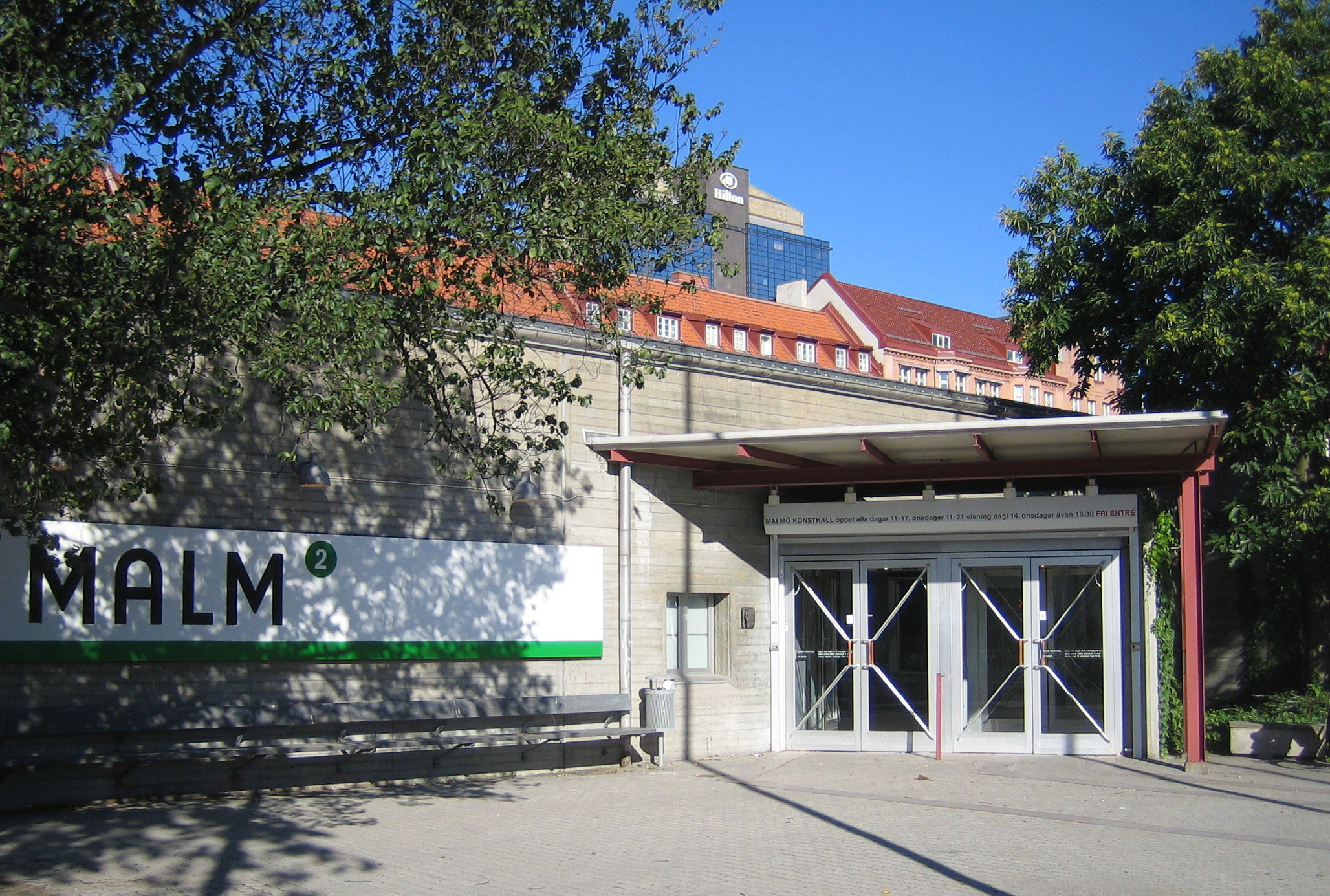
Eingang zur Kunsthalle Malmö

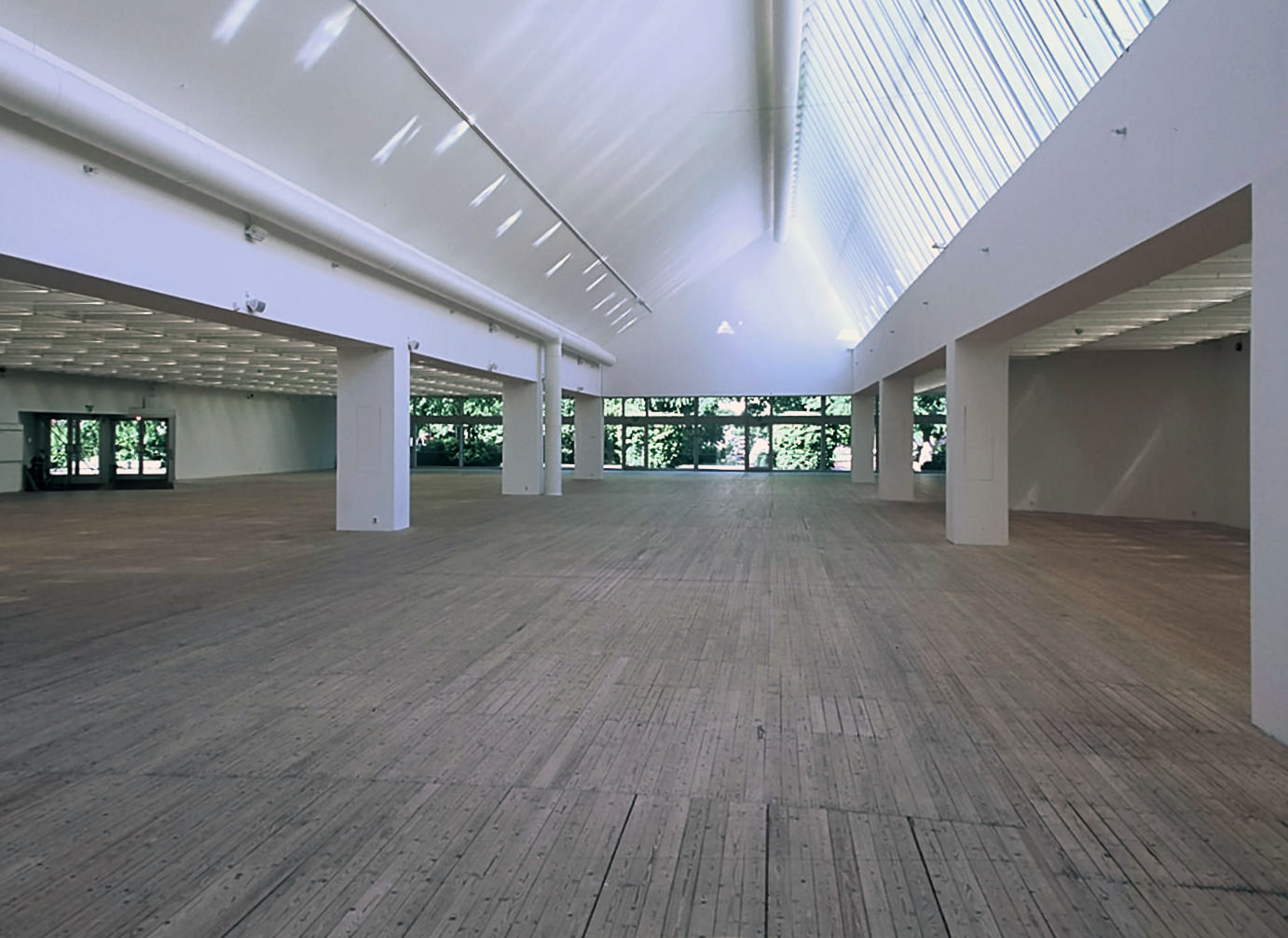
Interieur

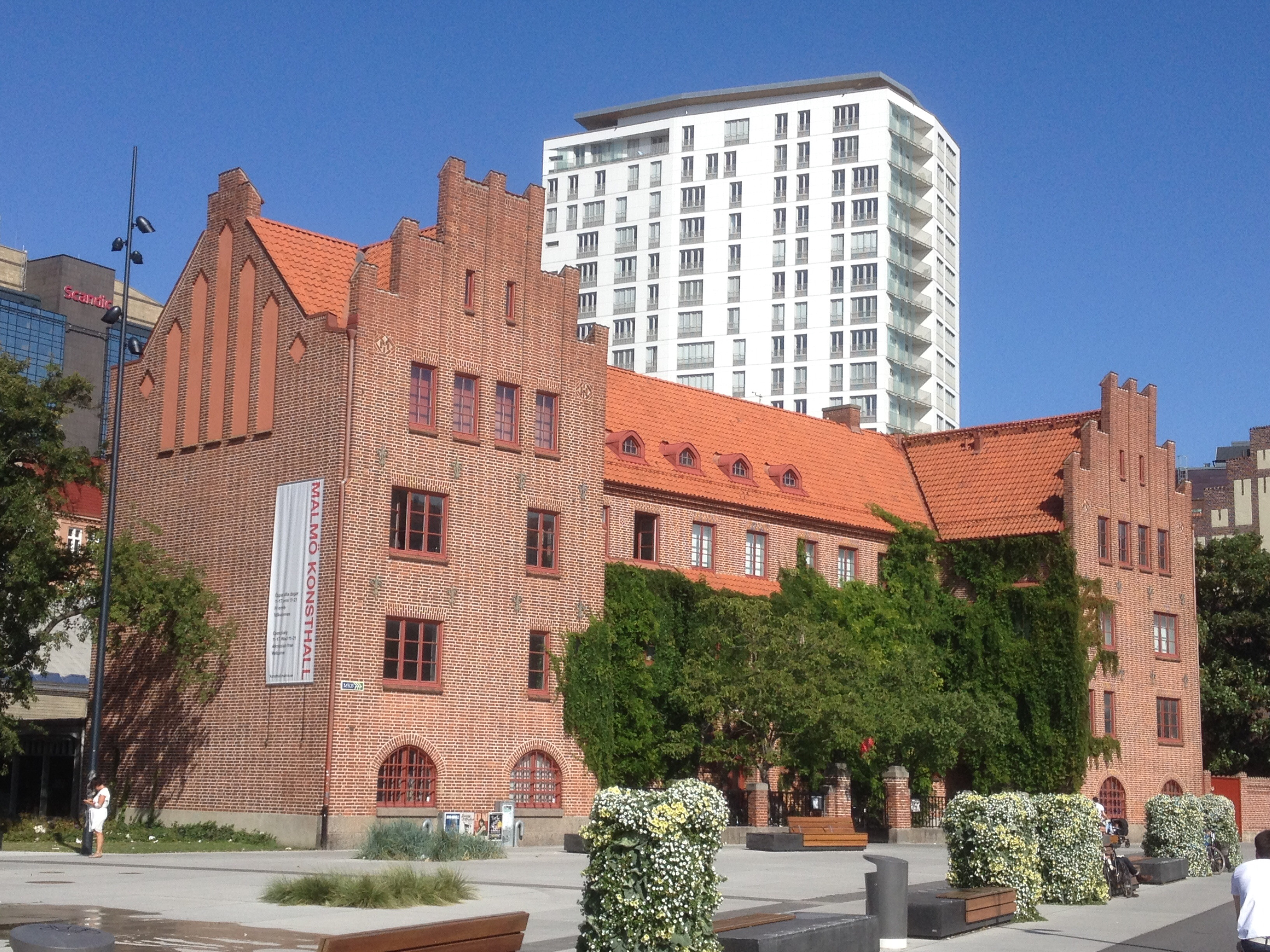
Hantverkshuset, jetzt Teil der Kunsthalle Malmö

Die Kunsthalle Malmö (schwedisch Malmö Konsthall) ist eine Kunsthalle in der südschwedischen Stadt Malmö. Sie zieht jährlich ungefähr 200 000 Besucher.

## Ausstellungen
Die Kunsthalle zeigt die klassische Moderne und zeitgenössische, nationale wie internationale Kunst. Künstlerische Experimente und Events finden da statt, auch grenzüberschreitend mit anderen Kunstformen, wie Theater, Film, Video, Poesie und Musik. Die Kunsthalle organisiert auch Vorlesungen und Debatte.

## Bau
Die 1975 eingeweihte Kunsthalle wurde nach Entwürfen des schwedischen Architekten Klas Anshelm erbaut. Das Gebäude bietet einen sehr flexiblen und hellen Ausstellungsbereich von 2 000 m² an. Die Kunsthalle wurde 1994 renoviert und in das angrenzende Backsteingebäude, Hantverkshuset, erweitert.